# Formule 1 v roce 2026
Sezóna Formule 1 2026 bude 77. sezónou Mistrovství světa Formule 1, závodní série pořádané pod hlavičkou Mezinárodní automobilové federace (FIA). Účastnit se jí má dvacet dva jezdců a jedenáct týmů.
Ročník bude ve znamení řady významných úprav pravidel včetně zavedení nových pohonných jednotek a úpravy prvků aktivní aerodynamiky. Audi, které v roce 2024 převzalo Sauber, se stane plnohodnotným týmem s vlastní pohonnou jednotkou. Zcela novým týmem se stane Cadillac, který bude používat motory Ferrari – poprvé od roku 2016 se bude ročníku účastnit 11 týmů. Honda přestane spolupracovat s Red Bull Powertrains a začne dodávat motory týmu Aston Martin. Do šampionátu se vrátí Ford, který bude dodávat motory týmům Red Bull a Racing Bulls. Renault ukončí působení ve Formuli 1, poprvé od roku 1988 nebude v šampionátu ani jeden monopost poháněný těmito motory. Alpine přejde na motory Mercedes.

## Týmy a jezdci
Následující jezdci mají smlouvu pro rok 2026.
| Motor         | Tým                                | Konstruktér                | No.           | Zkratka | Obr. | Jezdci            |
| ------------- | ---------------------------------- | -------------------------- | ------------- | ------- | ---- | ----------------- |
| Mercedes      | McLaren Formula 1 Team             | McLaren-Mercedes           | 4             | NOR     |      | Lando Norris      |
| Mercedes      | McLaren Formula 1 Team             | McLaren-Mercedes           | 81            | PIA     |      | Oscar Piastri     |
| Mercedes      | Mercedes-AMG Petronas F1 Team      | Mercedes                   |               |         |      | bude oznámeno     |
| Mercedes      | Mercedes-AMG Petronas F1 Team      | Mercedes                   | bude oznámeno |         |      |                   |
| Mercedes      | Atlassian Williams Racing          | Williams-Mercedes          | 23            | ALB     |      | Alexander Albon   |
| Mercedes      | Atlassian Williams Racing          | Williams-Mercedes          | 55            | SAI     |      | Carlos Sainz Jr.  |
| Mercedes      | BWT Alpine F1 Team                 | Alpine-Mercedes            | 10            | GAS     |      | Pierre Gasly      |
| Mercedes      | BWT Alpine F1 Team                 | Alpine-Mercedes            | bude oznámeno |         |      |                   |
| Ferrari       | Scuderia Ferrari HP                | Ferrari                    | 16            | LEC     |      | Charles Leclerc   |
| Ferrari       | Scuderia Ferrari HP                | Ferrari                    | 44            | HAM     |      | Lewis Hamilton    |
| Ferrari       | MoneyGram Haas F1 Team             | Haas-Ferrari               | 31            | OCO     |      | Esteban Ocon      |
| Ferrari       | MoneyGram Haas F1 Team             | Haas-Ferrari               | 87            | BEA     |      | Oliver Bearman    |
| Ferrari       | Cadillac Formula 1 Team            | Cadillac-Ferrari           |               |         |      | bude oznámeno     |
| Ferrari       | Cadillac Formula 1 Team            | Cadillac-Ferrari           | bude oznámeno |         |      |                   |
| Red Bull Ford | Oracle Red Bull Racing             | Red Bull-Red Bull Ford     | 33            | VER     |      | Max Verstappen    |
| Red Bull Ford | Oracle Red Bull Racing             | Red Bull-Red Bull Ford     | bude oznámeno |         |      |                   |
| Red Bull Ford | Visa Cash App Racing Bulls F1 Team | Racing Bulls-Red Bull Ford |               |         |      | bude oznámeno     |
| Red Bull Ford | Visa Cash App Racing Bulls F1 Team | Racing Bulls-Red Bull Ford | bude oznámeno |         |      |                   |
| Honda         | Aston Martin Aramco Honda          | Aston Martin-Honda         | 14            | ALO     |      | Fernando Alonso   |
| Honda         | Aston Martin Aramco Honda          | Aston Martin-Honda         | 18            | STR     |      | Lance Stroll      |
| Audi          | Revolut Audi F1 Team               | Audi                       | 5             | BOR     |      | Gabriel Bortoleto |
| Audi          | Revolut Audi F1 Team               | Audi                       | 27            | HUL     |      | Nico Hülkenberg   |

### Změny před sezónou
- Cadillac se stane jedenáctým týmem Formule 1, používat bude pohonné jednotky a převodovky Ferrari.
- Do šampionátu vstoupí tři noví výrobci pohonných jednotek. Poprvé bude ve Formuli 1 působit Audi, které v roce 2024 koupilo tým Sauber a do roku 2025 bude používat motory Ferrari. Ford, který naposledy dodával motory v roce 2004 týmům Jaguar, Jordan a Minardi, bude ve spolupráci s Red Bull Powertrains dodávat motory týmum Red Bull a Racing Bulls. Honda se oddělí od Red Bull Powertrains a bude opět samostatně dodavatelem motorů, tentokrát pro tým Aston Martin.
- Renault ukončí výrobu svých motorů, tým Alpine bude nově využívat motory Mercedes.

## Kalendář
Následujících 24 závodů má smlouvu na uspořádání závodu v roce 2026:
| Pořadí | Grand Prix                      | Okruh                                                 | Mapa trati | Datum        |
| ------ | ------------------------------- | ----------------------------------------------------- | ---------- | ------------ |
| 1      | Grand Prix Austrálie            | Albert Park, Melbourne                                |            | 8. březen    |
| 2      | Grand Prix Číny                 | Shanghai International Circuit, Šanghaj               |            | 15. březen   |
| 3      | Grand Prix Japonska             | Suzuka Circuit, Suzuka                                |            | 29. březen   |
| 4      | Grand Prix Bahrajnu             | Bahrain International Circuit, Sachír                 |            | 12. duben    |
| 5      | Grand Prix Saúdské Arábie       | Jeddah Corniche Circuit, Džidda                       |            | 19. duben    |
| 6      | Grand Prix Miami                | Miami International Autodrome, Miami Gardens, Florida |            | 3. květen    |
| 7      | Grand Prix Kanady               | Circuit Gilles Villeneuve, Montréal                   |            | 24. květen   |
| 8      | Grand Prix Monaka               | Circuit de Monaco, Monte Carlo                        |            | 7. červen    |
| 9      | Grand Prix Barcelony-Katalánska | Circuit de Catalunya, Barcelona                       |            | 14. červen   |
| 10     | Grand Prix Rakouska             | Red Bull Ring, Spielberg                              |            | 28. červen   |
| 11     | Grand Prix Velké Británie       | Silverstone, Silverstone                              |            | 5. červenec  |
| 12     | Grand Prix Belgie               | Circuit de Spa-Francorchamps, Spa                     |            | 19. červenec |
| 13     | Grand Prix Maďarska             | Hungaroring, Mogyoród                                 |            | 26. červenec |
| 14     | Grand Prix Nizozemska           | Circuit Park Zandvoort, Zandvoort                     |            | 23. srpen    |
| 15     | Grand Prix Itálie               | Autodromo Nazionale Monza, Monza                      |            | 6. září      |
| 16     | Grand Prix Španělska            | Circuito de Madring, Madrid                           |            | 13. září     |
| 17     | Grand Prix Ázerbájdžánu         | Baku City Circuit, Baku                               |            | 27. září     |
| 18     | Grand Prix Singapuru            | Marina Bay Street Circuit, Singapur                   |            | 11. říjen    |
| 19     | Grand Prix USA                  | Circuit of the Americas, Austin, Texas                |            | 25. říjen    |
| 20     | Grand Prix Mexika               | Autódromo Hermanos Rodríguez, Ciudad de México        |            | 1. listopad  |
| 21     | Grand Prix São Paula            | Autódromo José Carlos Pace, São Paulo                 |            | 8. listopad  |
| 22     | Grand Prix Las Vegas            | Las Vegas Strip Circuit, Las Vegas, Nevada            |            | 21. listopad |
| 23     | Grand Prix Kataru               | Losail International Circuit, Lusail                  |            | 29. listopad |
| 24     | Grand Prix Abú Zabí             | Yas Marina Circuit, Abú Zabí                          |            | 6. prosinec  |
| Zdroj: |                                 |                                                       |            |              |

### Změny v kalendáři
- Grand Prix Španělska se přesune z okruhu Circuit de Catalunya na nový okruh Circuito de Madring v Madridu.[5]
- Grand Prix Nizozemska se pojede ve sprintovém formátu.
- Z kalendáře vypadla Grand Prix Emilia Romagna.